# Lonesome Hearts and Loose Lions
Lonesome Hearts and Loose Lions è un cortometraggio muto del 1919 diretto da William Watson.

## Produzione
Il film fu prodotto dalla Century Comedies (Century Film).

## Distribuzione
Distribuito dall'Universal Film Manufacturing Company, il film - un cortometraggio in due bobine - uscì nelle sale cinematografiche USA il 27 agosto 1919.